# Ernst Lemmermann
Ernst Johann Lemmermann (27 de mayo de 1867, Bremen - 11 de mayo de 1915, ibíd.) fue un botánico alemán especializado en el campo de la ficología.
Durante su carrera fue profesor de clases ( Seminarlehrer ) en Bremen, donde también trabajó como asistente de botánica en el Stadtischen Museum für Natur-, Vôlker- und Handelskunde. En Bremen fue instructor de la bióloga Friedrich Hustedt (1986-68), quien dio el nombre a la especie de diatomea Achnanthes lemmermannii en honor a su antiguo maestro.
Además, la especie de alga azul-verde Anabaena lemmermannii lleva el nombre de Lemmermann.

## Publicaciones
- Algologische Beiträge (IV-V), 1898
- Ergebnisse einer Reise nach dem Pacific (H. Schauinsland, 1896/97): Plankton-algen, 1899 - Los resultados de un viaje al Pacífico (Hugo Hermann Schauinsland, 1896-97): Plancton-algas
- Das Genus Ophiocytium Naegeli, 1899
- Nordisches Plankton - Plancton nórdico, 1903, publicado por Karl Andreas Heinrich Brandt y Carl Apstein (eds.)
- Das Plankton schwedischer Gewässer- El plancton de las vías navegables suecas, 1904
- Pantostomatineae, Protomastiginae, distomatinae, 1914.[4]

- La abreviatura «Lemmerm.» se emplea para indicar a Ernst Lemmermann como autoridad en la descripción y clasificación científica de los vegetales.[5]